# Phagocata nonopharyngea
Phagocata nonopharyngea är en plattmaskart som beskrevs av Libbie Henrietta Hyman 1945. Phagocata nonopharyngea ingår i släktet Phagocata och familjen Planariidae. Inga underarter finns listade i Catalogue of Life.